# Andrés Gimeno
Andrés Gimeno Tolaguera (3. srpen 1937 Barcelona – 9. října 2019 Barcelona) byl španělský tenista.
Ve 34 letech a 10 měsících vyhrál French Open 1972. Do roku 2022 držel rekord nejstaršího vítěze Roland Garros, než jej na French Open 2022 překonal 36letý Rafael Nadal. Přesto zůstal nejstarším mužským vítězem prvního grandslamu v otevřené éře. Na profesionálních okruzích vyhrál jedenáct singlových turnajů, poslední během července 1972 na Swiss Open v Gstaadu. K nim přidal tři trofeje ze čtyřhry.